# Salvador Amorós Martínez
Salvador Amorós Martínez (Biar, 2 de març de 1876 - Villena, 5 d'octubre de 1943) fou un empresari i polític valencià, diputat a les Corts Espanyoles durant la restauració borbònica.
Era propietari de Bodegas Cristóbal Amorós, amb la que va fer fortuna exportant vi i olis a Cuba, la Manxa i Múrcia. Alhora, milità en la fracció majoritària del Partit Conservador dirigida per Antoni Maura i Montaner, tot i que era bon amic de José Canalejas y Méndez, amb la qual fou escollit alcalde de Villena de 1907 a 1909, diputat provincial de 1913 a 1915 i diputat a Corts pel districte de Villena a les eleccions generals espanyoles de 1920. A les eleccions municipals de 1930 fou escollit regidor de Villena, però amb l'arribada de la República abandonà la política per a dedicar-se als seus negocis a Madrid.
Quan esclatà la guerra civil espanyola, degut al seu passat polític, fou considerat enemic de la República i li foren confiscades algunes finques per les autoritats frontpopulistes.